# Wharton (krater)
För andra betydelser, se Wharton.
Wharton är en nedslagskrater på planeten Venus. Wharton har fått sitt namn efter den amerikanska författaren Edith Wharton.
Kratern har en diameter på ungefär 50 km.